# Ihr Kinderlein, kommet
"Ihr Kinderlein, kommet" är en tysk julsång.
Sångtexten skrevs av Christoph von Schmid 1798. Hans dikt "Die Kinder bei der Krippe" hade först åtta verser, och publicerades 1818. Han tog 1818 med dem i samlingen Blüten dem blühenden Alter gewidmet. Tillsammans med andra dikter tonsattes den 1837 av Franz Xaver Luft.
Den musik som i dag brukar användas skrevs av Johann Abraham Peter Schulz 1790 som en sekulär sång, "Wie reizend, wie wonnig" runt 1832. Denna melodi publicerades tillsammans med Schmids dikt av Friedrich Heinrich Eickhoff (1807–1886).